# Astrid Lindgren-priset
Astrid Lindgren-priset (pol. Nagroda Astrid Lindgren) – szwedzka nagroda literacka wyróżniająca krajową literaturę dla dzieci i młodzieży.
Nagroda została ustanowiona 14 listopada 1967 przez wydawnictwo Rabén & Sjögren, w sześćdziesiąte urodziny Astrid Lindgren. Przyznawana jest co roku, w rocznicę urodzin Lindgren, szwedzkim dziełom literackim dla dzieci i młodzieży. Od 2017 roku współorganizatorem nagrody wraz z Rabén & Sjögren jest organizacja Astrid Lindgren AB. Laureaci Astrid Lindgren-priset otrzymują 100 000 koron szwedzkich.

## Laureaci
- 1967: Åke Holmberg
- 1968: Ann Mari Falk(inne języki)
- 1969: Harry Kullman(inne języki)
- 1970: Lennart Hellsing(inne języki)
- 1971: Hans Peterson
- 1972: Maria Gripe
- 1973: Barbro Lindgren
- 1974: Inger(inne języki) i Lasse Sandberg(inne języki)
- 1975: Hans-Eric Hellberg(inne języki)
- 1976: Irmelin Sandman Lilius(inne języki)
- 1977: Kerstin Thorvall(inne języki)
- 1978: Gunnel Linde(inne języki)
- 1979: Rose Lagercrantz
- 1980: Maud Reuterswärd(inne języki)

- 1981: Gunilla Bergström
- 1982: Inger Brattström(inne języki)
- 1983: Siv Widerberg(inne języki)

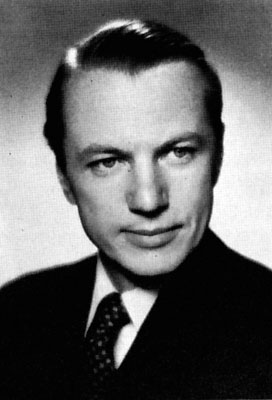
Pierwszy laureat Åke Holmberg

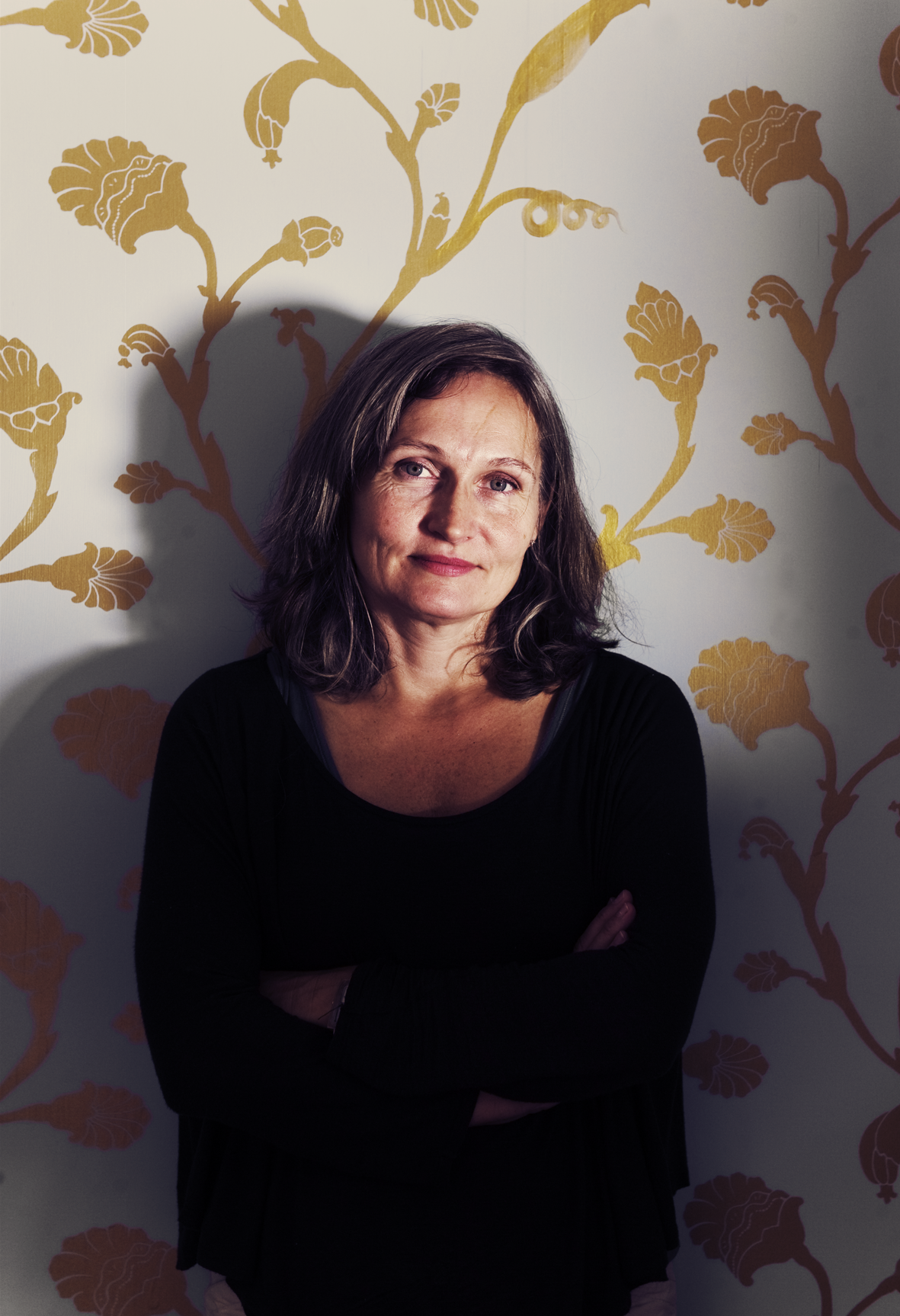
Anna Höglund, laureatka z 2016 roku

- 1984: Astrid Bergman Sucksdorff(inne języki)
- 1985: Viveca Lärn Sundvall(inne języki)
- 1986: Margareta Strömstedt(inne języki)
- 1987: Nan Inger Östman(inne języki)
- 1988: Lena Anderson i Christina Björk
- 1989: Annika Holm(inne języki)
- 1990: Maj Bylock(inne języki)
- 1991: Max Lundgren(inne języki)
- 1992: Sven Christer Swahn(inne języki)
- 1993: Ulf Stark
- 1994: Eva Wikander(inne języki)
- 1995: Peter Pohl(inne języki)
- 1996: Henning Mankell
- 1997: Anna-Clara i Thomas Tidholm(inne języki)
- 1998: Bo R. Holmberg(inne języki)
- 1999: Per Nilsson
- 2000: Annika Thor(inne języki)
- 2001: Eva Eriksson
- 2002: Stefan Casta(inne języki)
- 2003: Sven Nordqvist
- 2004: Pernilla Stalfelt(inne języki)
- 2005: Jujja Wieslander
- 2006: Ulf Nilsson
- 2007: Helena Östlund(inne języki)
- 2008: Pija Lindenbaum
- 2009: Olof i Lena Landström(inne języki)
- 2010: Moni Nilsson-Brännström
- 2011: Jan Lööf(inne języki)
- 2012: Katarina Kieri(inne języki)
- 2013: Katarina von Bredow(inne języki)
- 2014: Frida Nilsson
- 2015: Mårten Sandén
- 2016: Anna Höglund
- 2017: Jenny Jägerfeld(inne języki)
- 2018: Lisa Bjärbo
- 2019: Kerstin Lundberg Hahn(inne języki)
- 2020: Jakob Wegelius
- 2021: Ylva Karlsson
- 2022: Mårten Melin

Źródło: Astrid Lindgren Aktiebolag.